# Julie Heierli
Julie Heierli (San Francisco (Verenigde Staten), 14 juli 1859 - Zwarte Woud (Nazi-Duitsland), 31 juli 1938) was een Zwitserse historica. Ze voerde voornamelijk onderzoek naar de traditionele klederdracht in Zwitserland.

## Biografie
Julie Heierli werd in 1859 geboren in San Francisco in de Verenigde Staten als Julie Weber. In 1882 huwde ze met Jakob Heierli. Ze was een autodidact in de geschiedenis en legde de basis voor het wetenschappelijk onderzoek naar de traditionele Zwitserse klederdracht. Zij was de verzamelaarster van de kostuumcollectie van het Zwitsers nationaal museum en adviseerde ook verscheidene andere musea. In 1897 publiceerde ze het werk Die Schweizer-Trachten vom 17.-19. Jahrhundert nach Originalien, versierd met foto's die een jaar eerder op een kostuumfeest waren genomen. Heierli schreef verschillende wetenschappelijke artikelen. Tussen 1922 en 1932 bracht ze haar magnum opus uit, Die Volkstrachten der Schweiz, een werk dat bestond uit vijf delen en dat een omvattende en wetenschappelijke referentie zou worden in haar vakgebied. Ze baseerde zich op volledig historische argumenten om de vernieuwingen in de klederdracht te verklaren en verzette zich tegen meer folkloristische tendensen. Ze overleed in de zomer van 1938 toen ze op vakantie was in het Zwarte Woud in Nazi-Duitsland.

## Werken
- (de)  Die Schweizer-Trachten vom 17.-19. Jahrhundert nach Originalien, 1897.
- (de)  Die Volkstrachten der Schweiz, vijf delen, 1922.